# Hyazinth Strachwitz von Gross-Zauche und Camminetz
Hyazinth Strachwitz von Gross-Zauche und Camminetz, född 30 juli 1893 i Gross Stein, Provinsen Schlesien, död 25 april 1968 i Trostberg, Bayern, var en tysk greve, SS-Standartenführer och generallöjtnant. Under andra världskriget ledde han bland annat Panzer-Regiment Grossdeutschland. Hyazinth von Strachwitz fick smeknamnet Der Panzergraf, ”Pansargreven”.

## Biografi
Hyazinth von Strachwitz var son till Hyacinth von Strachwitz (1864–1942) och dennes hustru Aloysia (1872–1940), född Gräfin von Matuschka Freiin von Toppolczan und Spaetgen.
Efter avslutad officersutbildning i februari 1914 placerades han som löjtnant vid regementet Garde du Corps i Potsdam. Under första världskriget stred han på västfronten och tillhörde efter krigets slut reserven. von Strachwitz inträdde i Nationalsocialistiska tyska arbetarepartiet (NSDAP) och Schutzstaffel (SS), men stred likväl i armén i samband med fälttågen mot Polen 1939 och Frankrike 1940. I och med Operation Barbarossa i juni 1941 kommenderades han till 16. Panzer-Division. I augusti samma år utmärkte han sig särskilt och tilldelades Riddarkorset av Järnkorset.
I början av år 1943 gavs von Strachwitz befälet över Panzer-Regiment Grossdeutschland, som tillhörde Panzergrenadier-Division Grossdeutschland. Han ledde detta regemente i det tredje slaget vid Charkov och under hans befäl förstördes 154 fiendepansarvagnar.
År 1944 förde han befälet över en enhet ur XXXIX. Armeekorps i samband med Operation Doppelkopf, som utgjorde en tysk motoffensiv mot den framryckande Röda armén på östfronten. I slutet av augusti 1944 blev han svårt skadad i en bilolycka och var konvalescent i fyra månader. Kort efter Tysklands kapitulation i maj 1945 greps von Strachwitz av allierade soldater och internerades i Allendorf, tillsammans med bland andra Franz Halder, Heinz Guderian och Adolf Galland.
von Strachwitz släpptes ur interneringslägret i juni 1947. Hans hustru Alexandrine "Alda" Freiin Saurma-Jeltsch (1896–1946) hade omkommit i en trafikolycka och en av hans söner hade stupat i strid i mars 1945. Hyazinth von Strachwitz gifte sig i juli 1947 med Nora von Stumm (1916–2000).

## Utmärkelser
Hyazinth von Strachwitz utmärkelser
- Järnkorset av andra klassen
- Järnkorset av första klassen
- Schlesiska örnens orden av andra klassen med eklöv och svärd: 1921
- Schlesiska örnens orden av första klassen med eklöv och svärd: 1921
- Tilläggsspänne till Järnkorset av andra klassen: 5 oktober 1939
- Tilläggsspänne till Järnkorset av första klassen: 7 juni 1940
- Tyska riksidrottsutmärkelsen: 1941
- Rumänska kronorden: 9 juni 1941
- Pansarstridsmärket i silver: 1941
- Pansarstridsmärket i guld för 100 dagar i strid: 1943/1944
- Östfrontsmedaljen: augusti 1942
- Såradmärket i svart: 1941
- Såradmärket i silver: 17 mars 1942
- Såradmärket i guld: 16 februari 1943
- Riddarkorset av Järnkorset
  - Riddarkorset: 25 augusti 1941
  - Eklöv: 13 november 1942
  - Svärd: 28 mars 1943
  - Diamanter: 15 april 1944
- Enheter under Hyazinth von Strachwitz befäl omnämndes ett flertal tillfällen i Wehrmachtbericht